# Spilarctia subtestacea
Spilarctia subtestacea là một loài bướm đêm thuộc phân họ Arctiinae, họ Erebidae.